# Casa Tarradellas
Casa Tarradellas és una empresa catalana dedicada al sector alimentari creada per Josep Terradellas el 1976. Es troba a la comarca d'Osona, concretament a Gurb. L'empresa està especialitzada en la comercialització d'embotits i productes frescos. Fabrica pizzes de 15 receptes diferents, bases de pizza, paquets de dues pizzes de mida reduïda, massa de pasta de full, fuets, 3 tipus de llescats de pernil, llescats de bacon, 9 tipus de patés diferents i també fa biquinis. El 2015 va facturar 859 milions d'euros L'any 2018 van tancar amb una facturació total de 936 milions d'euros.